# Bradlec
Bradlec település Csehországban, a Mladá Boleslav-i járásban. Bradlec Bítouchov, Josefův Důl, Bakov nad Jizerou, Mladá Boleslav és Kosmonosy településekkel határos. Lakosainak száma 1430 fő (2024. január 1.).

## Népesség
A település lakosságának változását az alábbi diagram mutatja:
| Lakosok száma | 147  | 204  | 301  | 244  | 207  | 1216 | 1298 | 1354 | 1372 | 1430 |
|               | 1869 | 1900 | 1921 | 1961 | 1980 | 2011 | 2016 | 2019 | 2021 | 2024 |